# موسيقى إلكترونية راقصة

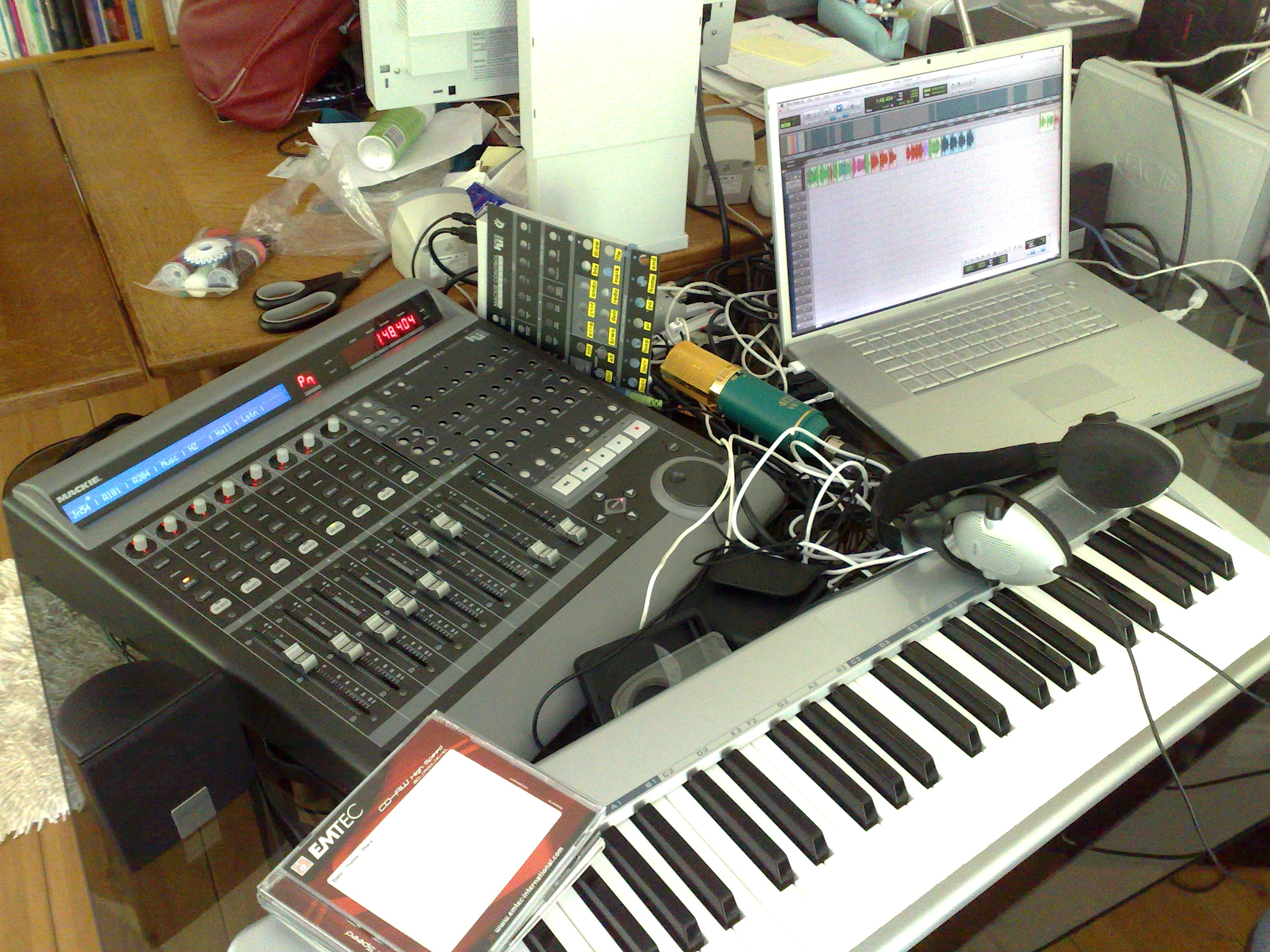
آلات تستخدم في صناعة الموسيقى الإلكترونية الراقصة

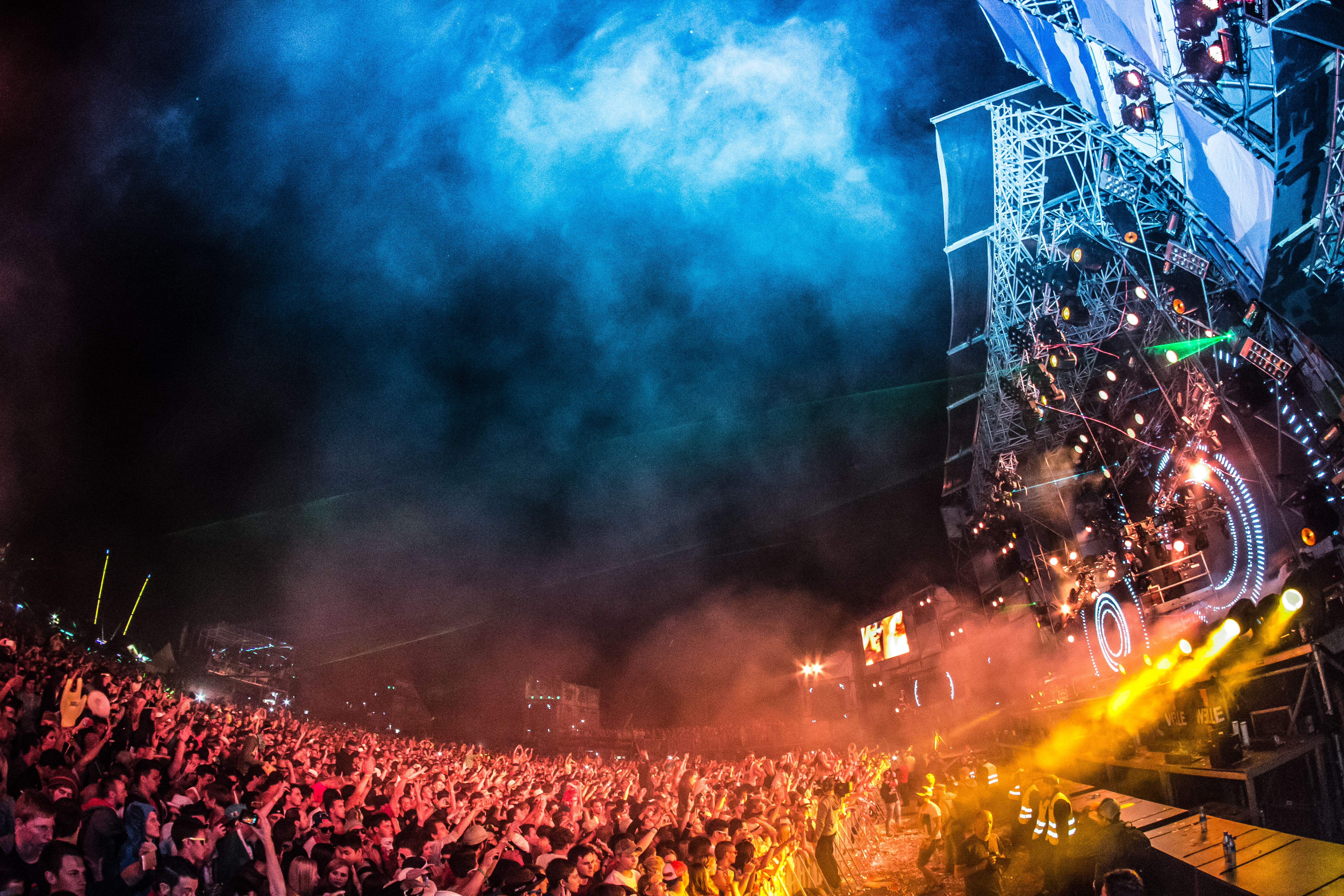
جانب من مهرجان للموسيقى الإلكترونية الراقصة في ولاية سالزبورغ بالنمسا عام 2013 عام حضره أكثر من 100 ألف شخص. منذ مطلع العقد الأول من القرن الواحد والعشرين، أصبح من الشائع في معظم البلدان المتقدمة اجتذاب المهرجانات الموسيقىة الإلكترونية لجماهير كبيرة تحت أضواء مؤثرة.

موسيقى إلكترونية راقصة ((بالإنجليزية: Electronic dance music)‏ إي دي إم)، تُعرف أيضًا بموسيقى الرقص أو موسيقى النادي أو ببساطة الرقص، هي نطاق واسع من أنواع الموسيقى الإلكترونية الإيقاعية المصنوعة في الغالب للنوادي الليلية، وحفلات الريفز والمهرجانات. تُنتج هذه الموسيقى من أجل تشغيلها بواسطة منسقي الموسيقى «الدي جيه» الذين يصنعون مقتطفات مستمرة من التسجيلات، تُدعى بشكل شائع ميكس، عبر التسلسل التدريجي من تسجيل لآخر. يؤدي منتجو «إي دي إم» أيضًا موسيقاهم في عروض حية أو مهرجانات تُدعى أحيانًا البّي إيه الحية.
في أواخر الثمانينات وبداية التسعينات من القرن العشرين، وبشكل لاحق لنشوء الريفينغ، وراديوهات القراصنة والزيادة السريعة في الاهتمام بثقافة النوادي، أحرزت «إي دي إم» شعبيةً سائدةً على نطاق واسع في أوروبا. في الولايات المتحدة من ذلك الوقت، لم يكن قبول ثقافة الرقص أمرًا شائعًا؛ على الرغم من تأثير موسيقى الإليكترو وشيكاغو هاوس في أوروبا والولايات المتحدة على حد سواء، إذ بقيت وسائل الإعلام الرئيسة وصناعة الموسيقى معاديةً لها بشكل علني. كان هنالك أيضًا ارتباط ملحوظ بين «إي دي إم» وثقافة المخدرات، ما أدى إلى سن الحكومة قوانين وسياسات على مستوى المدن والولايات في محاولة منها لكبح انتشار ثقافة الريفز.
لاحقًا، مع دخول الألفية الجديدة، ازدادت شعبية «إي دي إم» عالميًا، وبشكل كبير في أستراليا والولايات المتحدة. بحلول أوائل العقد الأول من القرن الواحد والعشرين، دفعت صناعة الموسيقى الأمريكية إلى جانب الصحافة الموسيقية مصطلح «موسيقى إلكترونية راقصة» واختصاره «إي دي إم» بهدف تغيير العلامة التجارية الخاصة بثقافة الريفز الأمريكية. على الرغم من محاولة الصناعة خلق علامة «إي دي إم» تجارية خاصة، يبقى الاختصار مستخدمًا كمصطلح عام للأنواع المتعددة، تشمل هذه الأنواع بوب الرقص، والهاوس، والترانس، والدرم آند بيس، والدبستيب، والتراب والفوتوورك بالإضافة إلى أنواعها الفرعية الخاصة.

## علم المصطلحات
استُخدم مصطلح «موسيقى إلكترونية راقصة» (إي دي إم) في الولايات المتحدة في أوائل عام 1985، رغم أن مصطلح «موسيقى الرقص» لم يظهر في ذلك الوقت كمصطلح عام. في مقاله في الغارديان، لاحظ الصحفي سيمون رينولدز أن اعتماد صناعة الموسيقى الأمريكية لمصطلح «إي دي إم» في نهاية العقد الأول من القرن الواحد والعشرين، يشكل محاولةً لإعادة علامة «ثقافة الريفز» التجارية الخاصة في الولايات المتحدة وتمييزها عن مشهد الريفز السائد في التسعينيات. في المملكة المتحدة، تُعتبر «موسيقى الرقص» أو «الرقص» مصطلحين أكثر شيوعًا لوصف «إي دي إم». تغير ما يُعرف على نطاق واسع بمصطلح «موسيقى الكلوب» على مر الوقت؛ يشمل الآن أنواعًا مختلفةً وقد لا تضم دائمًا «إي دي إم». من الممكن أن تعني «موسيقى إلكترونية راقصة» أشياءً مختلفةً لأشخاص مختلفين. يبدو كل من المصطلحين «إي دي إم» و«موسيقى الكلوب» مبهمين، ومع ذلك يُستخدمان أحيانًا للإشارة إلى أنواع موسيقية مستقلة عديمة الصلة (تُعرّف موسيقى الكلوب وفقًا للموسيقى الشعبية، بينما تُميز «إي دي إم» عبر السمات الموسيقية). حتى نهاية العقد الأول من القرن العشرين، أنشأت صناعة الموسيقى الأمريكية الأكبر قوائم «الرقص» الموسيقية (ذكرت مجلة بيلبورد قائمة «رقص» منذ عام 1974 واستمرت إلى هذا اليوم). في يوليو 1995، قدمت تسجيلات نيرفيس إلى جانب مجلة بروجيكت إكس حفل توزيع الجوائز الأول، الذي يُطلق عليه اسم «جوائز موسيقى إلكترونية راقصة».

## ارتباطها مع تعاطي المخدرات الترفيهية
تملك موسيقى الرقص ارتباطًا طويلًا مع استعمال العقاقير الاستجمامي، وبشكل خاص مع نطاق واسع من العقاقير التي تندرج تحت مسمى «مخدرات النادي». أشار راسل سميث إلى أن الارتباط بين المخدرات والثقافات الفرعية للموسيقى لم يكن حصريًا بأي شكل على الموسيقى الإلكترونية، مستشهدًا بأمثلة سابقة عن الأنواع الموسيقية التي ارتبطت ببعض أنواع المخدرات، مثل ارتباط الروك السايكدلي بالإل إس دي، وارتباط موسيقى الديسكو بالكوكايين وارتباط البانك روك بالهيروين. بشكل مشابه، ارتبط مشهد موسيقى الغرنج في الثمانينات في سياتل مع تعاطي الهيروين.

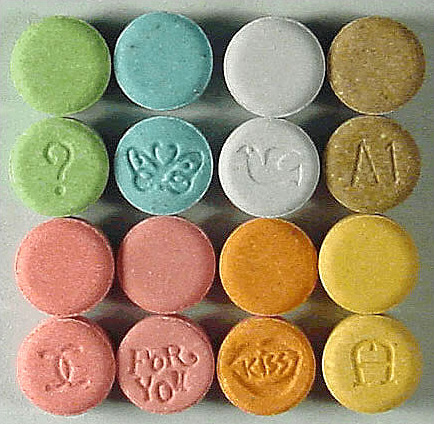
حبوب إكستاسي

يُعتبر الميثيلينيدايوكسيميثامفيتامين (إم دي إم إيه)، الذي يُعرف أيضًا بالإكستاسي أو «إي» أو «مولي»، العقار المختار في ثقافة الريفز ويُستخدم أيضًا في النوادي والمهرجانات والحفلات المنزلية. في بيئة الريفز، تتداخل التأثيرات الحسية للموسيقى والأضواء بشكل كبير مع العقار. توفر جودة الأمفيتامين المخدرة لعقار «إم دي إم إيه» العديد من الأسباب التي تجذب المتعاطين في تجمعات «الريفز». يستمتع بعض المتعاطين بشعور التواصل العاطفي الناتج عن تأثير المخدر الخافض للتثبيط، بينما يستخدمه آخرون كمادة مساعدة على الاحتفال بسبب آثاره التحفيزية. يشابه عقار بارا-ميثوكسيامفيتامين (4- إم إيه)، الذي يُعرف أيضًا باسم «الإكستاسي الوردي» أو «بّي إم إيه» أو «الموت» أو «د. موت»، عقار «إم دي إم إيه»، لكن قد يحتاج ساعةً من الوقت كي يسري مفعوله، ما قد يؤدي إلى حدوث فرط حرارة بالتالي فشل العضو. غالبًا ما يوصف الأشخاص الذين يتعاطون «بّي إم إيه» على نحو خاطئ بمتعاطي «إم دي إم إيه».
يُعرف «إم دي إم إيه» أحيانًا بتعاطيه مع العقاقير المخدرة الأخرى. تشمل التركيبات الأكثر شيوعًا «إم دي إم إيه» مع «إل إس دي»، و«إم دي إم إيه» مع «دي إم تي»، و«إم دي إم إيه» مع فطر السيلوسيبين و«إم دي إم إيه» مع عقار الكيتامين. يستخدم الكثير من المتعاطين منتجات المنثول أثناء تعاطي «إم دي إم إيه» إذ أنه يضفي إحساسًا بالبرودة أثناء اختبار تأثيرات العقار. تشمل الأمثلة عن هذه المنتجات سجائر المنتول، وفكس فابوراب، ونيكويل وأقراص المص للحلق.
ازداد استخدام الكيتامين غير الطبي في سياق حفلات الريفز وغيرها. ومع ذلك، يختلف ظهوره كمخدر نادي عن مخدرات النادي الأخرى (مثل «إم دي إم إيه») بسبب خصائصه المخدرة على المرء في الجرعات الأعلى (على سبيل المثال، الكلام المشوش وشلل الحركة)؛ بالإضافة إلى ذلك، توجد تقارير توثق بيع الكيتامين على أنه «إكستاسي». وُثق استخدام الكيتامين كجزء من «تجربة ما بعد النوادي». تميز استخدام الكيتامين في ثقافة الرقص بصعوده السريع في هونغ كونغ في أواخر تسعينيات القرن العشرين. قبل أن يتحول إلى مادة خاضعة للرقابة الفيدرالية في الولايات المتحدة في عام 1999، كان الكيتامين متوفرًا كمستحضرات صيدلانية محولة وكمسحوق نقي يُباع بالجملة عبر شركات التزويد الكيميائي المحلية. ينشأ معظم الكيتامين الحالي الذي يُحول بهدف الاستخدام غير الطبي في الهند والصين.

### الوفيات المرتبطة بالمخدرات في حفلات موسيقى إلكترونية راقصة
حدث عدد من الوفيات المنسوبة إلى تعاطي المخدرات الواضح في عروض الموسيقى الإلكترونية ومهرجاناتها الرئيسية. أدرج مسؤولو مدرج لوس أنجلوس التذكاري أحداث إينسوميك في القائمة السوداء بعد وفاة قاصر من الجماهير بسبب «مضاعفات الاعتلال الدماغي الناتجة عن تسمم الميثيلينيدايوكسيميثامفيتامين» خلال كرنفال إليكتريك دايزي 2010؛ كنتيجة لهذا، انتقل مكان الكرنفال إلى لاس فيغاس في السنة التالية. أدت الوفيات المتعلقة بالمخدرات خلال إليكتريك زو 2013 في مدينة نيويورك في الولايات المتحدة، بالإضافة إلى مهرجان فيوتشر ميوزك أسيا 2014 في كوالالمبور في ماليزيا، إلى إلغاء اليوم الأخير في كلا الفعاليتين، بينما ألغت شركة لايف إن كولور حدثًا مخططًا له في ماليزيا بسبب حادث مهرجان فيوتشر ميوزك أسيا ووفيات المخدرات الأخرى التي حدثت في عروض ستيت أوف ترانس 650 في جاكرتا في إندونيسيا.
في سبتمبر 2016، منعت بيونس آيرس في الأرجنتين كل فعاليات الموسيقى الإلكترونية في المدينة، وعلقت تشريعاتها المستقبلية، بعد خمس وفيات مرتبطة بالمخدرات وأربع إصابات في أحداث مهرجان تايم وارب في المدينة في أبريل 2016. أجبر هذا المنع فرقة الموسيقى الإلكترونية كرافت فيرك على إلغاء عرضها المقرر حدوثه في المدينة، على الرغم من الاعتراض بوجود اختلافات بين المهرجان وعروضها.